# Бритт Морган
Бритт Морган (англ. Britt Morgan) — американская порноактриса. Участник Зала славы AVN и Зала славы Legends of Erotica.

## Биография
За свою десятилетнюю карьеру Бритт Морган снялась в более чем 190 порнографических фильмах и получила премию AVN за лучшую женскую роль (номинация «Лучшая актриса второго плана — фильм») в 1992 году за фильм On Trial. Написала сценарии к 9 фильмам вместе со своим мужем Джейсом Рокером, в том числе Cheeks II: The Bitter End и Cheeks IV: The Backstreet Affair, за что получила премию AVN в номинации «лучший сценарий для видео».

## Награды
| Год  | Церемония | Категория                    | Работа                                           | Результат |
| ---- | --------- | ---------------------------- | ------------------------------------------------ | --------- |
| 1990 | AVN Award | Лучший сценарий, видео       | Cheeks II: The Bitter End, с Джейсом Рокером     | Победа    |
| 1992 | AVN Award | Лучшая актриса второго плана | On Trial                                         | Победа    |
| 1992 | AVN Award | Лучший сценарий, видео       | Cheeks IV: A Backstreet Affair с Джейсом Рокером | Победа    |
| 2002 | AVN Award | Лучшая режиссура, видео      | Wonderland                                       | Победа    |

## Краткая фильмография
- Tongues of Fire (1987)
- Lesbian Dildo Fever 2 (1987)
- No Man’s Land 1 (1988)
- Taboo 6 — The Obsession (1988)
- Cheeks II: The Bitter End (1989)
- Cheeks IV: A Backstreet Affair (1990)
- On Trial (1991)
- Lesbian Thrills (1992)
- Lick Bush (1992)
- No Man’s Land 5 (1992)
- Secret Fantasies 4 (1993)
- Let’s Face It (1994)
- Sinderella (1995)
- Triple X 2 (1996)